# Arnaud de Villardi de Montlaur
Pour les articles homonymes, voir Villardi et Montlaur.
 (octobre 2023).
La mise en forme du texte ne suit pas les recommandations de Wikipédia : il faut le « wikifier ».
Les points d'amélioration suivants sont les cas les plus fréquents :
- Les titres sont pré-formatés par le logiciel. Ils ne sont ni en capitales, ni en gras.
- Le texte ne doit pas être écrit en capitales (les noms de famille non plus), ni en gras, ni en italique, ni en « petit »…
- Le gras n'est utilisé que pour surligner le titre de l'article dans l'introduction, une seule fois.
- L'italique est rarement utilisé : mots en langue étrangère, titres d'œuvres, noms de bateaux, etc.
- Les citations ne sont pas en italique mais en corps de texte normal. Elles sont entourées par des guillemets français : « et ».
- Les listes à puces sont à éviter, des paragraphes rédigés étant largement préférés. Les tableaux sont à réserver à la présentation de données structurées (résultats, etc.).
- Les appels de note de bas de page (petits chiffres en exposant, introduits par l'outil «  Source ») sont à placer entre la fin de phrase et le point final[comme ça].
- Les liens internes (vers d'autres articles de Wikipédia) sont à choisir avec parcimonie. Créez des liens vers des articles approfondissant le sujet. Les termes génériques sans rapport avec le sujet sont à éviter, ainsi que les répétitions de liens vers un même terme.
- Les liens externes sont à placer uniquement dans une section « Liens externes », à la fin de l'article. Ces liens sont à choisir avec parcimonie suivant les règles définies. Si un lien sert de source à l'article, son insertion dans le texte est à faire par les notes de bas de page.
- La présentation des références doit suivre les conventions bibliographiques. Il est recommandé d'utiliser les modèles {{Ouvrage}}, {{Chapitre}}, {{Article}}, {{Lien web}} et/ou {{Bibliographie}}. Le mode d'édition visuel peut mettre en forme automatiquement les références.
- Insérer une infobox (cadre d'informations à droite) n'est pas obligatoire pour parachever la mise en page.

Pour une aide détaillée, merci de consulter Aide:Wikification.
Si vous pensez que ces points ont été résolus, vous pouvez retirer ce bandeau et améliorer la mise en forme d'un autre article.
Arnaud de Villardi de Montlaur, dit Arnaud de Montlaur, né le 22 mars 1969 à Vichy en France, est un banquier d'affaires français et collecteur de fonds de la droite.

## Biographie
Après des débuts de trader à la Bourse de Paris, Arnaud de Montlaur intègre Natexis Capital en 1996. Il rejoint ensuite Dexia et se lance comme banquier conseiller indépendant à Paris en 2013. La même année, il organise à son domicile parisien un premier dîner de soutien autour de François Fillon en compagnie d'autres banquiers,. Il soutiendra par la suite François Fillon en tant que responsable du financement de la campagne des primaires puis de la présidentielle de 2017 pour laquelle il leva 4 millions d'euros.
Il est aussi un bon ami du couple Fillon, qu'il aura l'occasion de fréquenter à de nombreuses reprises et sur lequel il s'exprimera notamment dans un documentaire de BFMTV et dans l'ouvrage de Tugdual Denis, La vérité sur le mystère Fillon .
Quatre ans plus tard, il reprend du service aux côtés de Bruno Retailleau, en vue des présidentielles de 2022, président du groupe LR au Sénat, en tant que collecteur de fonds pour sa campagne électorale et comme relais auprès de différentes personnalités. En un mois et demi, Arnaud de Villardi de Montlaur collecte près de 200 000 euros pour le président du groupe LR au Sénat.
Il est souvent présenté par la presse comme étant le « leveur de fonds de la droite ». Ce banquier engagé aux côtés de Les Républicains a, en effet, été responsable du financement des campagnes primaire en 2016, et présidentielle de 2017 de François Fillon, du parti de Bruno Retailleau et du congrés des Républicains de 2021 pour Michel Barnier.
Fervent militant de l'instauration d'une primaire pour la présidentielle de 2022, il soutient que celle-ci permettrait d'éviter un désastre sur le plan légal par la violation délibérée des statuts, de lever des fonds indispensables et son absence serait délétère aussi en termes d'image, en faisant penser à d'anciens arrangements à l'amiable.

## Ouvrage
- Arnaud de Montlaur (préf. Henri Gevrey), Comme une corde brisée : Une folle épopée, Paris, NERTHE, 2017, 140 p. (BNF 1973357542)